# Garlate
Garlate là một đô thị trong tỉnh Lecco, trong vùng Lombardia của Ý, cự ly khoảng 40 km về phía đông bắc của Milan và khoảng 6 km về phía nam của Lecco. Tại thời điểm ngày 31 tháng 12 năm 2004, đô thị này có dân số 2.630 người và diện tích là 2,1 km².
Garlate giáp các đô thị: Galbiate, Lecco, Olginate, Pescate, Vercurago.